# Towarzystwo Obserwatorów Słońca
Towarzystwo Obserwatorów Słońca im. Wacława Szymańskiego (TOS) – stowarzyszenie, którego celem jest monitorowanie aktywności Słońca, poprzez wyznaczanie wskaźników na podstawie wykonywanych obserwacji. Dysponuje bazą danych z obserwacji z ostatnich kilkudziesięciu lat. Wyniki obserwacji, które są przesyłane przez obserwatorów, są publikowane co miesiąc w zbiorczym opracowywaniu.
Współpracuje między innymi z amerykańską (AAVSO), brytyjską (BAA), japońską (OAA), francuską, holenderską (WZ) sekcją słoneczną, jak również z czasopismami: „Astronomia Amatorska”, „Vademecum miłośnika astronomii”, „Proxima”, „Sonne”, a także z Instytutem Radioastronomii UMCS w Lublinie w zakresie radiowych obserwacji Słońca na częstotliwości 220 MHz oraz Instytutem Radioastronomii UMK w Toruniu – obserwacje radiowe na częstotliwości 127 MHz.

## Historia

### Historia badań Słońca w Polsce
Systematyczne obserwacje Słońca mają bardzo długą tradycję. W Polsce pierwsze obserwacje plam słonecznych prowadzone były w latach 1614–1618 w Kaliszu przez o.o. Jezuitów. Sporadyczne obserwacje Słońca wykonywał Jan Heweliusz w Gdańsku. O prawdziwej systematyczności w ich wykonywaniu możemy powiedzieć dopiero na początku lat pięćdziesiątych dwudziestego stulecia. Wtedy to w czasopiśmie „Urania” nr 7-8 z 1951 ukazał się artykuł autorstwa prof. dr. Jana Mergentalera z Uniwersytetu Wrocławskiego, w którym zaproponował czytelnikom śledzenie zjawisk na Słońcu.
Na apel odpowiedziało 7 osób, przysyłając wyniki swoich obserwacji, które po zbiorczym opracowaniu publikowano w „Uranii” oraz kwartalniku „Acta Geophysica Polonica”. W celu większej konsolidacji działań w kwietniu 1974 zostało powołane Korespondencyjne Stowarzyszenie Obserwatorów Słońca strukturalnie związane z Polskim Towarzystwem Miłośników Astronomii, przemianowane w lipcu tego samego roku na Centralną Sekcję Obserwatorów Słońca. Koordynatorem i motorem napędowym Sekcji został długoletni obserwator Słońca Wacław Szymański z Dąbrowy Górniczej.
Zaczęły ukazywać się comiesięczne Komunikaty o stanie aktywności Słońca – najpierw pisane na maszynie, a w późniejszym czasie w wersji drukowanej. Rozsyłano je do obserwatorów i instytucji zainteresowanych wynikami obserwacji.
Publikowano w nich średnie dzienne i średnie miesięczne liczby Wolfa, nasilenie pochodni fotosferycznych, średnią miesięczną powierzchnię plam, współrzędne heliograficzne powstałych plam.
Dzięki współpracy z placówkami uniwersyteckimi z Krakowa, Lublina i Torunia, publikowano wyniki nasilenia radiopromieniowania Słońca na częstotliwościach: 810 MHz, 430 MHz, 220 MHz, 127 MHz.
Doniosłą rolę w pracach Towarzystwa odgrywa prywatne Słoneczne Obserwatorium Astronomiczne zbudowane przez Wacława Szymańskiego w miejscowości Żarki-Letnisko pod Częstochową. Obserwatorium zostało zbudowane na prywatnej posesji przy ulicy Kopernika 1 w postaci rotundy o wysokości 6 metrów. Od tego czasu w Żarkach Letnisku organizowano część praktyczną dorocznych Zjazdów Obserwatorów Słońca. Połączone one były z Naukowymi Sesjami Astronomicznymi, które odbywały się w Pałacu Kultury Zagłębia w Dąbrowie Górniczej.
Wsparcie udzielone ze strony Dyrekcji Pałacu Kultury Zagłębia w osobie Marii Kuśmirek pozwoliło na organizację Sesji na wysokim poziomie naukowym, z udziałem takich prelegentów, jak dr Maria Pańkow, prof. Wilhelmina Iwanowska, dr Longin Gładyszewski, prof. Konrad Rudnicki z Uniwersytetu Jagiellońskiego, prof. Roman Janiczek i wielu innych.

### Historia Towarzystwa Obserwatorów Słońca
Ta forma organizacyjna obowiązywała do połowy 1981, kiedy to istniejąca grupa podzieliła się na dwie oddzielne części. W dniu 30 sierpnia odbyło się zebranie założycielskie, na którym uchwalono powstanie Towarzystwa Obserwatorów Słońca (TOS). Stowarzyszenie zostało zarejestrowane w Sądzie Wojewódzkim w Katowicach i otrzymało osobowość prawną. Przewodniczącym TOS został Wacław Szymański.
Dzięki dalszemu wsparciu Pałacu Kultury Zagłębia w Dąbrowie Górniczej i zaangażowaniu przewodniczącego TOS, W. Szymańskiego Towarzystwo Obserwatorów Słońca rozwinęło swoją działalność skupiając około 40 członków z kraju i z zagranicy. Wyniki swoich obserwacji przysyłali obserwatorzy z USA, Wielkiej Brytanii, Niemiec. Wyniki trafiały do organizacji o podobnym charakterze działalności w Niemczech, Belgii, USA.
Materiały z corocznych sesji astronomicznych publikowano we własnym wydawnictwie pod nazwą „Aktywność słoneczna”.
W 1991 roku, po śmierci założyciela i koordynatora TOS - Wacława Szymańskiego, został wybrany nowy Zarząd Towarzystwa, którego przewodniczącym został Piotr Urbański z Żychlina (woj. łódzkie).
W latach dziewięćdziesiątych brak funduszów zmusił Zarząd do ograniczenia zasięgu działalności Towarzystwa oraz większej dyscypliny wśród samych obserwatorów.
Chcąc dorównać poziomowi obserwacji do wymagań światowych musiano zmienić sposób sprawozdawczości, stawiając przede wszystkim na ich jakość. Spowodowało to znaczny spadek ilości obserwatorów, którzy zrażani wysokim stopniem trudności przestali przysyłać swoje wyniki. Wprowadzona komputeryzacja bardzo pomogła w opracowywaniu wyników, a przesyłanie informacji za pomocą poczty elektronicznej przyspieszyło komunikację.
Utworzenie własnej witryny internetowej Towarzystwa przysporzyło nowych obserwatorów i współpracowników m.in. z Nowej Zelandii, Niemiec, Australii, Japonii, Boliwii, Norwegii.

## Dewiza
Sol omnia regit (z łac: Słońce wszystkim rządzi) – te słowa Mikołaja Kopernika stały się dewizą obserwatorów TOS.